# Samsjvilde

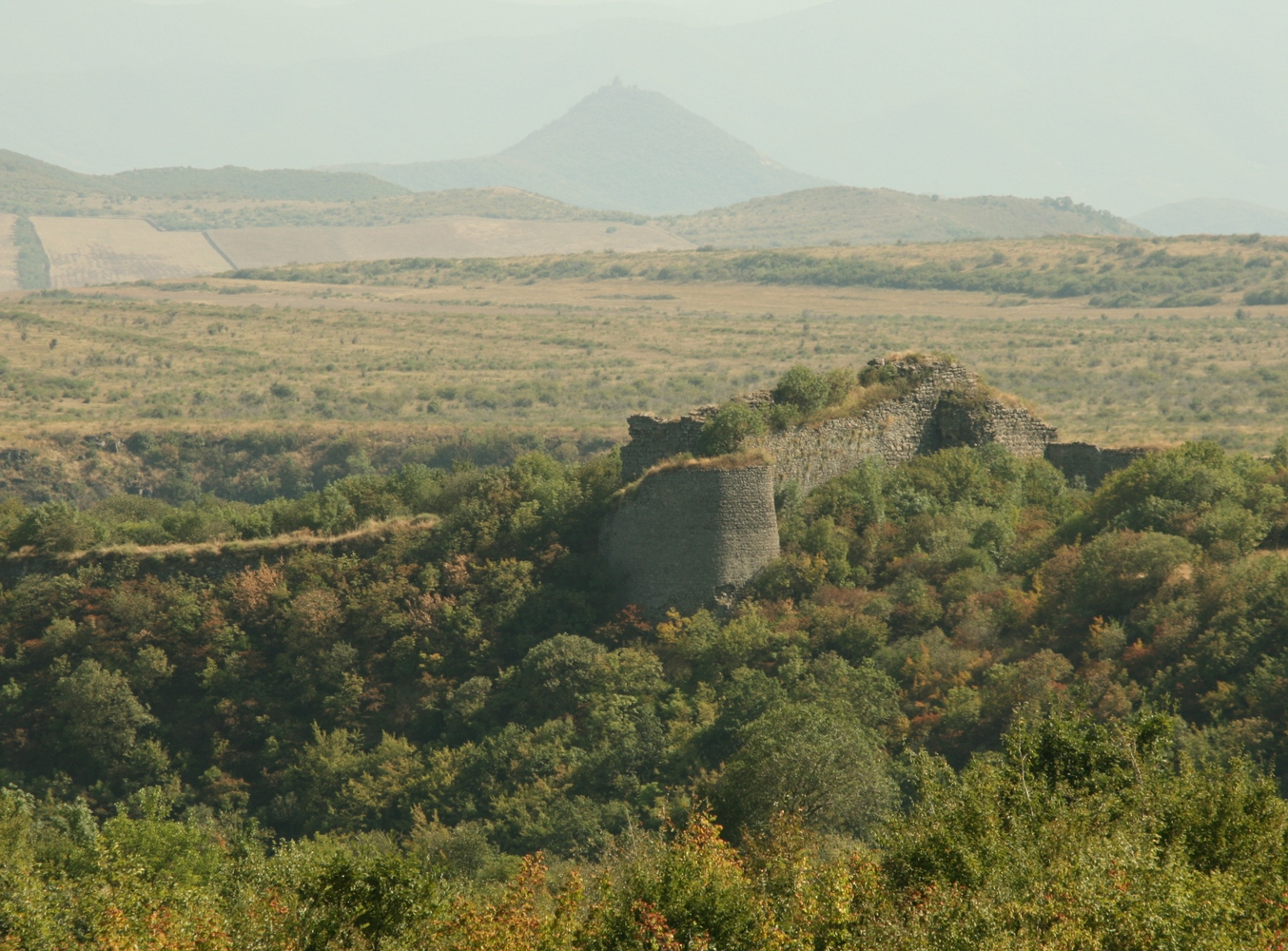
Borgruinen i Samsjvilde

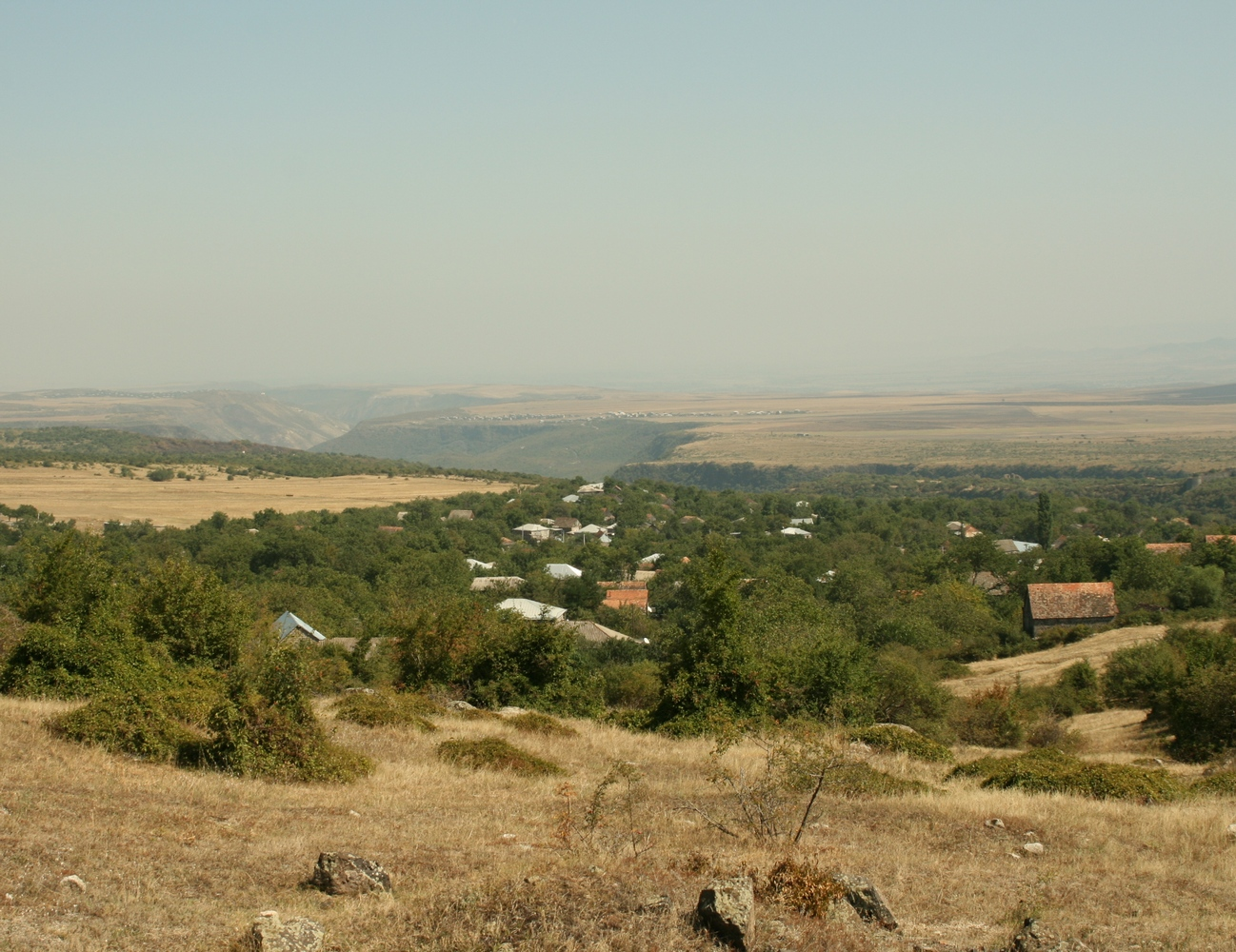
Den nutida byn Samsjvilde

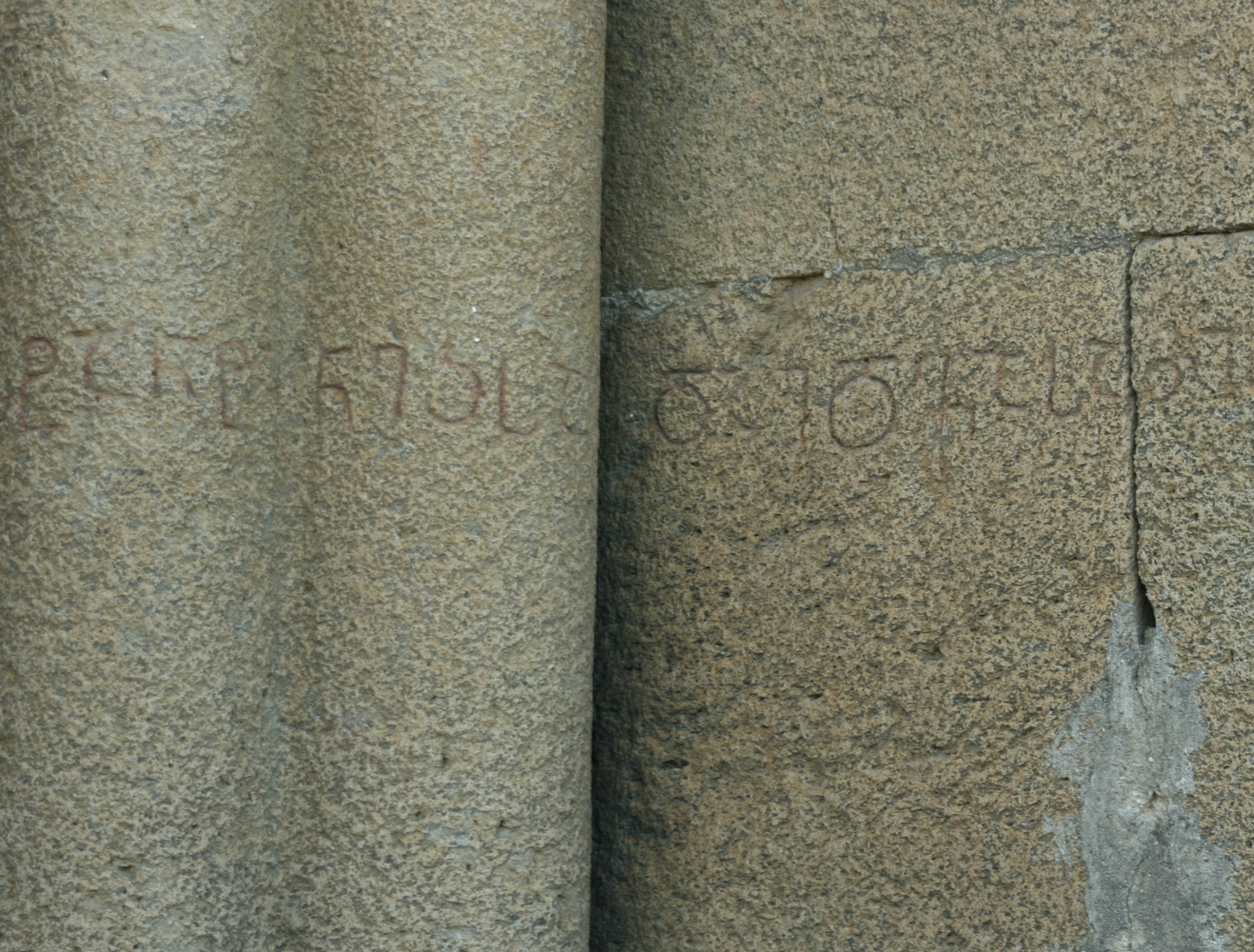
Georgisk inskription från 700-talet på Samsjvildes Sionikyrka

Samsjvilde (georgiska: სამშვილდე) var en befäst stad, nu i ruiner, i södra Georgien. Den ligger nära byn med samma namn i kommunen Tetritsqaro i regionen Nedre Kartlien. Ruinerna, som huvudsakligen är av medeltida ursprung, finns inom ett område som är 2,5 kilometer långt och 400 meter brett och ligger i floden Chramis dalgång. 
Det medeltida Samsjvilde var en av de äldsta städerna i det antika Kartli och daterade sig tillbaka till 200-talet före Kristus. Under medeltiden var staden en imponerande befästning och samtidigt en livlig kommersiell och hantverksstad. Samsjvilde bytte härskare vid ett flertal tillfällen. I slutet av 900-talet blev staden huvudstad i det armeniska kungariket Tashir-Dzoraget och inlemmades därefter i Kungariket Georgien 1064. Från mitten av 1200-talet och framåt, i samband med att det medeltida georgiska kungadömets makt minskade, inträdde en nedgång för Samsjvilde och staden reducerades till en militär utkantsposition. I slutet av 1700-talet låg staden i ruiner. 

## Historik
Samsjvilde ligger på en av naturen befäst ställe, nämligen i klippig terräng vd sammanflödet av floderna Chrami och Tjivtjava, fyra kilometer söder om staden Tetritsqaro. En utgrävning 1968–1970 visade två lager med tidig bronsålderskultur (Kura–Araxeskulturen vid Samsjvilde, i berget Karnkalis södersluttning. Dessa var från mitten av 3000-talet för Kristus respektive mitten av 2000-talet f. Kr. På platsen fanns bosättningar och gravplatser liksom en rund byggnad för religiösa riter. Där hittades också keramik och bronsåldersverktyg av obsidian.
Samsjvilde anfölls av de invaderande mongolerna på deras väg mot Tbilisi 1236. År 1340 plundrades staden av Jahan Shah, som var härskare över Kara Koyunlu och var uppbragt över att kung Alexander I av Georgien vägrade att erlägga tribut till sin suverän. Staden slogs ned av Jahan Shan  och återhämtade sig aldrig helt och hållet. Den förlorade sin tidigare betydelse, med undantag för rollen som en befästning i landets utkant. Efter det att Kungariket Georgien slutligt fallit ihop på 1490-talet, blev det en del av Kungariket Kartli. År 1578 ockuperades Samsjvilde av en osmansk armé under Lala Mustafa Pasha, men återtogs 1583 av kung Simon I av Kartli. 
Samsjvilde blev åter av större betydelse år 1747, när den muslimska georgiska prinsen Abdullah Beg hyrde utländska legosoldater och förstärkte Samsjvildes fästning i sin ansträngning att utmana den makt över Kartli, som utövades av hans kristna släkting Teimuraz II. Abdullah Begs planer stäcktes av Teimurazs son Heraclius, som stormade Samsjvilde 1749.

## Bildgalleri

Ruiner av Samsjvildes Sionikyrka, 2012
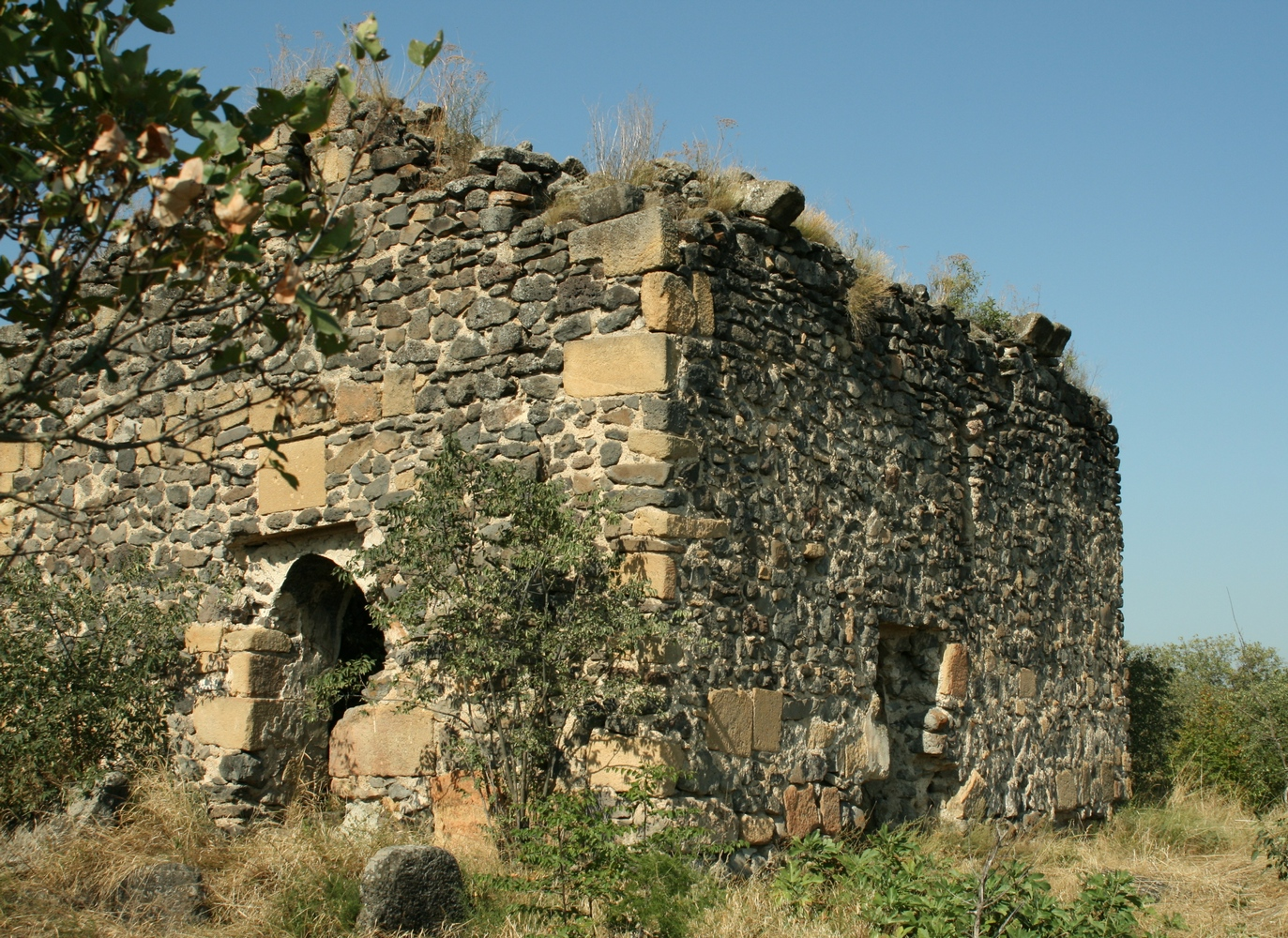
En av kyrkoruinerna i Samsjvilde